# Cassagnaurida dentata
Genre
Espèce
Synonymes
- Ceratrimeria dentata Cassagnau & Rapoport, 1962

Cassagnaurida dentata, unique représentant du genre Cassagnaurida, est une espèce de collemboles de la famille des Neanuridae.

## Distribution
Cette espèce est endémique d'Argentine.

## Publications originales
- Cassagnau & Rapoport, 1962 : Collemboles d'Amerique du Sud. I. Poduromorphes. Biologie de l’Amérique Australe, vol. 1, p. 139-184.
- Salmon, 1964 : An index to the Collembola. Vols. 1 & 2. Bulletin Royal Society of New Zealand, no 7, p. 1-644.